# Бурликська сільська рада
Бурли́кська сільська рада (рос. Бурлыкский сельский совет) — сільське поселення у складі Біляєвського району Оренбурзької області Росії.
Адміністративний центр — селище Бурликський.

## Населення
Населення — 1091 особа (2019; 1312 в 2010, 1632 у 2002).

## Склад
До складу сільської ради входять:
| Населений пункт      | Населення, осіб (2002) | Населення, осіб (2010) |
| -------------------- | ---------------------- | ---------------------- |
| Бурликський, селище  | 818                    | 679                    |
| Красноуральськ, село | 297                    | 234                    |
| Листвянка, селище    | 297                    | 221                    |
| Новоорловка, селище  | 220                    | 178                    |